# Preußische Kriegsakademie

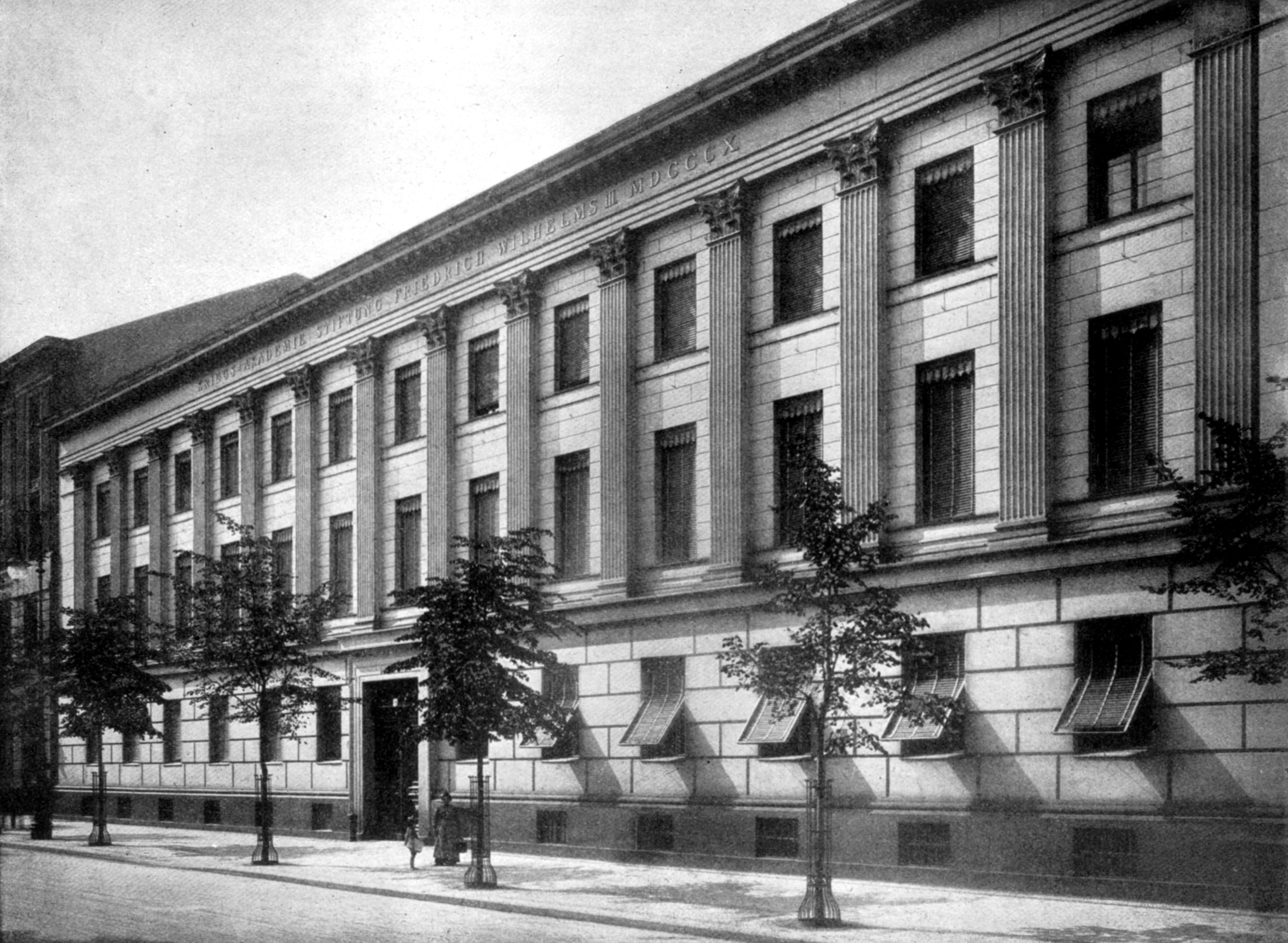
Fassade Unter den Linden 74, erbaut von Karl Friedrich Schinkel als Vereinigte Artillerie- und Ingenieurschule

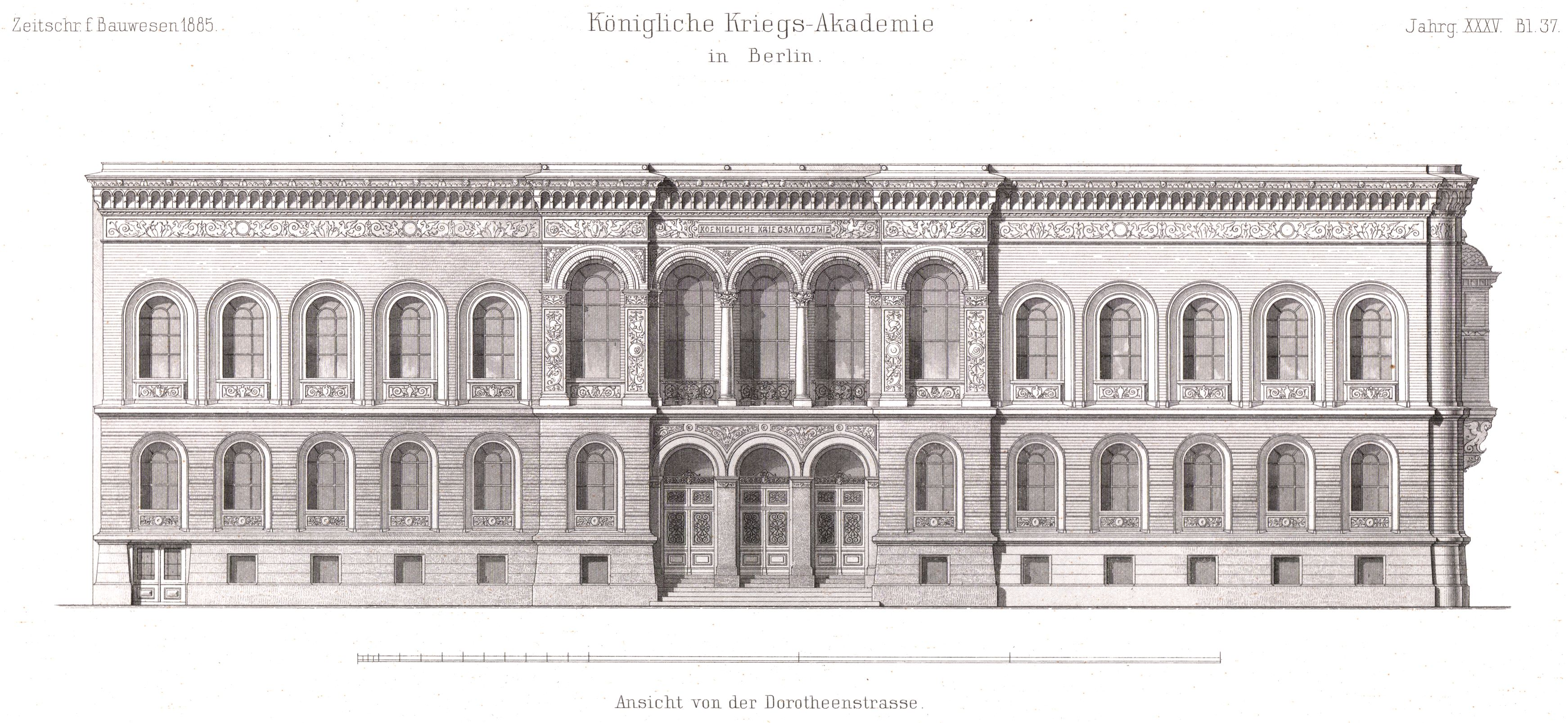
Fassade des Lehrgebäudes an der Dorotheenstraße 58/59, entworfen von Franz Schwechten (1883)

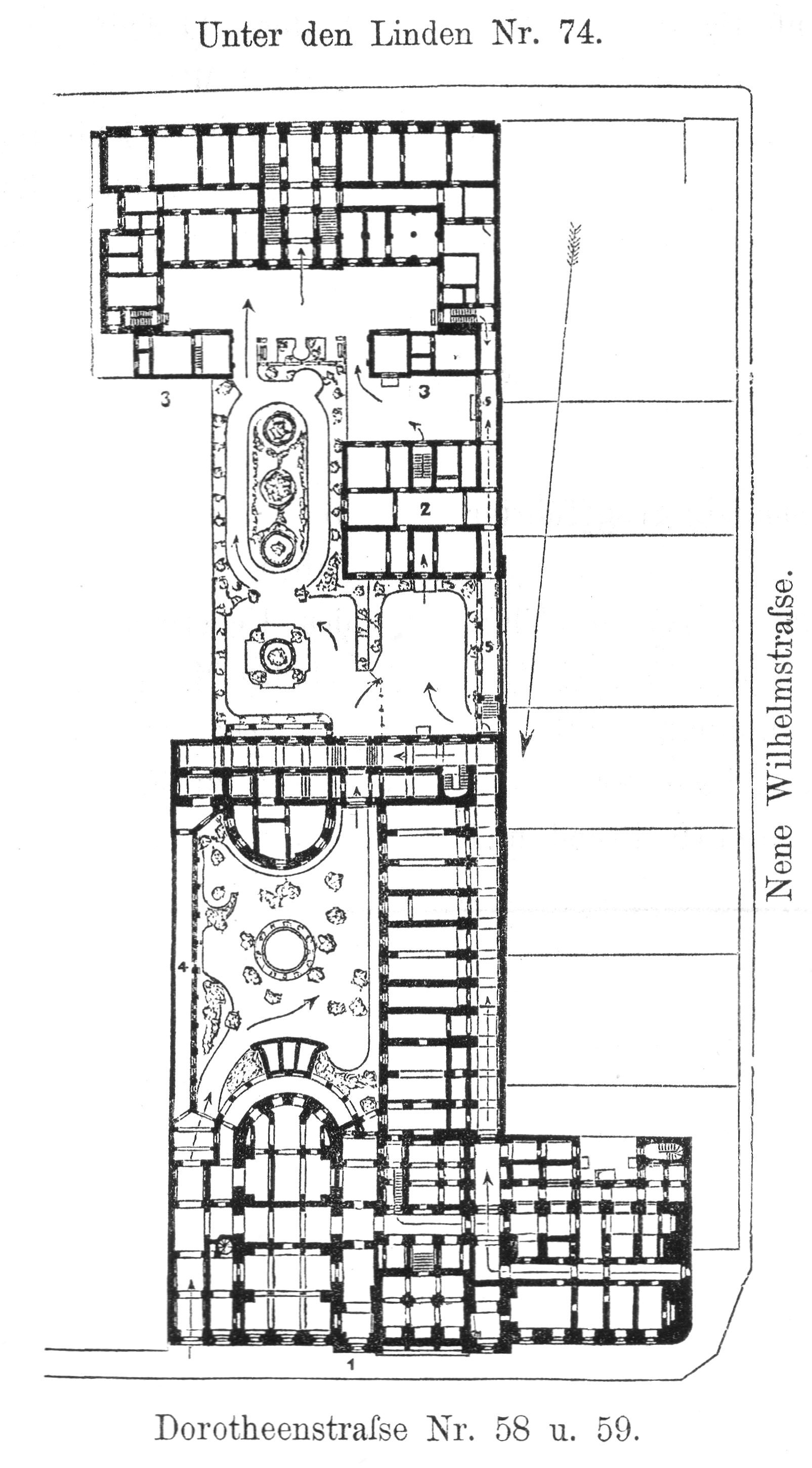
Lageplan der Kriegsakademie mit dem Lehrgebäude an der Dorotheenstraße und dem aufgrund der vornehmen Lage 1878/79 zu Dienstwohnungen umgebauten Teil Unter den Linden

Die Preußische Kriegsakademie in Berlin war eine militärische Hochschule und Militärakademie zur Ausbildung von Generalstabsoffizieren. Sie wurde von Gerhard von Scharnhorst am 15. Oktober 1810 als Allgemeine Kriegsschule für den preußischen Staat gegründet. Zu Beginn des Ersten Weltkriegs 1914 wurde die Kriegsakademie geschlossen und nach Kriegsende durch den Versailler Vertrag verboten. 1935 wurde sie wiedereröffnet und 1945 endgültig geschlossen. Als ihr Nachfolger gilt die Führungsakademie der Bundeswehr in Hamburg. Die Preußische Kriegsakademie ist zu unterscheiden von der Preußischen Hauptkadettenanstalt, den Militärfachschulen (Waffenschulen), welche waffengattungsspezifische Fertigkeiten vermittelten und von den Kriegsschulen, die Offiziersanwärter auf die Offiziersprüfung (Offizierspatent) vorbereiteten.

## Geschichte

### Vorläufer der Akademie bis 1810
Bereits 1653 gründete der Große Kurfürst durch den Grafen Bogislaw von Schwerin in Kolberg eine Ritterakademie. Man wollte durch die Schaffung dieser Einrichtung der mangelhaften Erziehung des Adels abhelfen, denn die Ritterordnung klagte, „das die jungen Edelleute gar zu zeitig der Schulen und der Studien überdrüssig wurden, dass auch diejenigen, welche in den Krieg zögen, über der Noth und den Beschwerden gar zu leicht ermüdeten und heimkehrten.“ König Friedrich I. verlegte die Kolberger Schule nach Berlin und stellte mehrere ausgezeichnete Lehrer an. Dennoch wurde die Einrichtung nach wenigen Jahren wieder geschlossen.
Nach dem Siebenjährigen Krieg (1756–1763) stand König Friedrich II. vor der Aufgabe, die Armee zu reorganisieren und aufzufrischen. Im Krieg war es in allen europäischen Staaten offensichtlich geworden, dass die Bildung der Offiziere mangelhaft war. Man hatte geglaubt, dass die Erfahrung des Krieges alles lehre, was nötig war. Nach dem Krieg wurde die Bedeutung von wissenschaftlicher Bildung erkannt und in allen europäischen Staaten wurden neue Bildungseinrichtungen aufgebaut.
In Preußen errichtete Friedrich II. im Jahre 1765 in Berlin die Académie des nobles (auch Académie militaire genannt). Dort sollten junge Adlige zum Militär- und Staatsdienst erzogen werden. Der Unterricht bezog sich auf Geschichte, Geographie, Philosophie, Rhetorik, Geometrie, Fortifikation, Grammatik, Französisch, Exerzieren, Tanzen und Reiten. Die Schüler kamen entweder direkt zu dieser Akademie oder von den Kadettenanstalten. Die zwölf besten Absolventen holte Friedrich II. nach Potsdam, um sie persönlich in der höheren Kriegskunst auszubilden. Diese Offiziere bildeten den Kader für Generalstabsoffiziere.
Nachdem der König 1786 verstorben war, setzte man diese Tradition des weiterführenden Unterrichts erst ab 1801 wieder fort. Aus selektierten Teilnehmern wurde die „Akademie für junge Offiziere der Infanterie und Kavallerie“ formiert, die jedoch erst nach Abschluss des ersten Jahrgangs am 21. Juni 1804 eine feste Organisation als Institution erhielt. Die Ausbildung bestand aus einem dreijährigen Kurs. Vom 1. September bis zum 31. März wurde gelehrt, den Rest des Jahres taten die Offiziere in ihren Truppenteilen Dienst. Die Oberleitung der Schule oblag dem Generalquartiermeister (Vorläufer des Generalstabschefs) der Armee, während die direkte Leitung ein höherer Offizier ausübte. Als Teilnehmer kamen besonders fähige junge Offiziere der Berlinischen Inspektion sowie 20 auswärtige Offiziere in Frage (für den ersten Jahrgang konnten 36 Offiziere namentlich ermittelt werden), die in sämtlichen Fachwissenschaften, Logik und Mathematik ausgebildet wurden. Diese Akademie wurde jedoch bereits beim Beginn des Vierten Koalitionskrieges (1806) geschlossen und als Folge der Niederlage nicht wieder eröffnet.
Zu Leitern der „Akademie für junge Offiziere“ wurden Oberst Gerhard von Scharnhorst und Oberst Levin von Geusau gewählt. Scharnhorst übte maßgeblichen und fortschrittlichen Einfluss auf die Offiziere des ersten Jahrgangs aus. Zu diesen gehörten unter anderem Carl von Clausewitz und weitere Offiziere, die später zum Kreis der Heeresreformer gehörten. Scharnhorst selbst und fast die Hälfte der Offiziere dieses Jahrganges gehörten auch der „Militärischen Gesellschaft“ an, einer nicht-staatlichen Vereinigung zur Diskussion über die neuesten Kriegserfahrungen.

### Reorganisation der Akademie 1810–1816

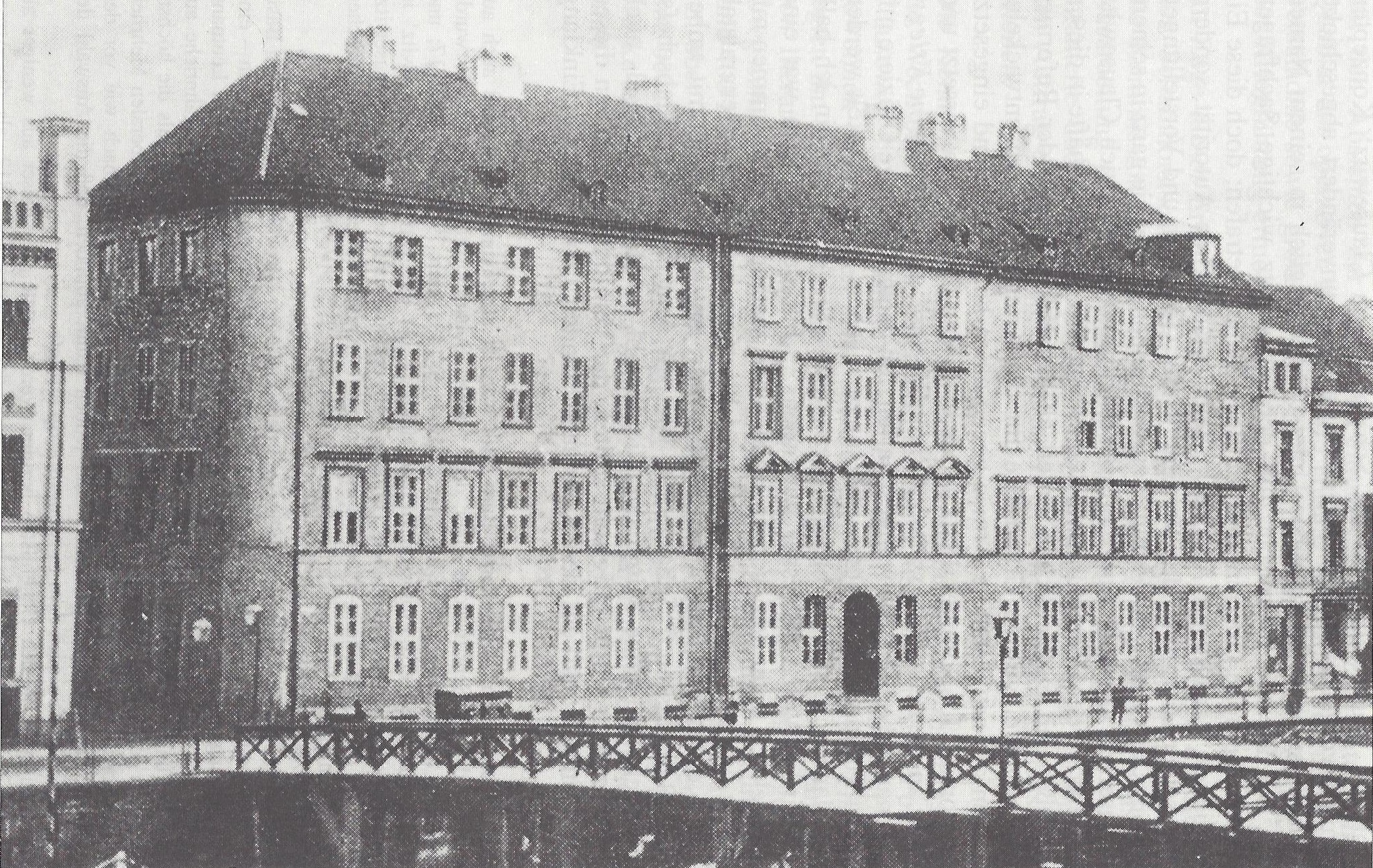
Allgemeine Kriegsschule zu Berlin in der Burgstraße 19

Nach dem Krieg von 1806/07 begann in Preußen die Reform des Militärwesens. Durch eine Kabinettsorder vom 3. Mai 1810 wurden neben den Kadettenanstalten drei Kriegsschulen (Berlin, Königsberg, Breslau) eingerichtet, um Offiziere auszubilden. Die Kriegsschule in Berlin war des Weiteren für die Fortbildung von Offizieren zuständig. Diese Abteilung bot einen dreijährigen Kurs von jeweils neun Monaten Unterricht an, während die anderen drei Monate dem Dienst in der Truppe oder praktischen Übungen gewidmet waren. Die Ausbildung umfasste die militärischen Wissenschaften, Mathematik, Chemie, Physik und Sprachen. Die Zulassung zum Kurs wurde von einer Prüfung und später auch von einer vorherigen dreijährigen Dienstzeit abhängig gemacht. Die Teilnehmerzahl wurde jedoch auf 55 beschränkt.
Während der Befreiungskriege von 1813 bis 1815 blieb die Kriegsschule geschlossen, doch bereits 1816 wurde sie als „Allgemeine Kriegsschule“ wieder eröffnet. Sie war nun vollständig von niederen Bildungseinrichtungen getrennt (diese hießen nun Brigadeschulen, später Divisionsschulen) und erhielt den Status einer Universität. Seit dem 1. Oktober 1859 nannte sie sich – durch eine Kabinettsorder vom 19. August 1858 – offiziell „Königlich Preußische Kriegsakademie“.

### Im Preußisch-Deutschen Heer 1816–1914
Die Kriegsakademie wechselte innerhalb Berlins mehrmals ihren Standort. Zunächst war sie in einem Gebäude in der Burgstraße untergebracht. Dann bezog sie einen Schinkelbau an der Straße Unter den Linden,  später erweitert um ein rückwärtiges Gebäude zur Dorotheenstraße. Dieser 1879–1883 errichtete vierstöckige Backsteinbau bestand aus Vorderhaus und einem Querflügel. In dem Gebäude befanden sich Hörsäle, Büros, ein Raum für Kriegsspiele, eine Bibliothek und Stallungen. Bis zum Beginn des Ersten Weltkriegs wurde dort Unterricht gegeben.
Die Kriegsakademie war durch die Militärreformen ursprünglich als eine Art Universität zur Förderung einer höheren allgemeinen und militärischen Bildung in der Armee konzipiert worden. In späterer Zeit verengte sich ihr Lehrplan zu Lasten der allgemeinbildenden Fächer immer mehr auf die Militärwissenschaften. Die Akademie stand grundsätzlich jedem Offizier offen, da die Teilnahme auf freiwilliger Meldung beruhte. Aufnahmebedingungen waren ein fünfjähriger vorhergehender Dienst, gute Gesundheit, neben wissenschaftlichem Streben besondere Anlagen und Befähigungen und das Bestehen der Aufnahmeprüfung. Bevor der Bewerber die erforderliche Aufnahmeprüfung ablegen konnte, musste der Regimentskommandeur die charakterliche und fachliche Eignung des Aspiranten bestätigen. Dieses Instrument wurde aber auch oft zur sozialen Selektion genutzt („guter altpreußischer Ersatz“, „erwünschte Kreise“). Im Regiment wurden die Vorbereitungen auf die Prüfung geleistet; die Aufnahmeprüfung fand aber zentral in Form schriftlicher Klausuren statt. In der Regel wurden nur Absolventen der Akademie in den Generalstab übernommen oder konnten selbst das Lehramt ausüben. Der Kursus war dreijährig und bestand aus zwei Parallelklassen. Anfangs war es noch möglich, die Vorlesungen nur ein oder zwei Jahre zur allgemeinen Weiterbildung zu besuchen. Artillerie- und Pionieroffiziere mussten jedoch den vollen Zyklus absolvieren. Lehrfächer waren alle Kriegswissenschaften, Sprachen sowie allgemeine historische und mathematische Wissenschaften. Die nichtmilitärischen Fächer waren nur zum Teil verbindlich.
Die Selektion vor, während und nach der Ausbildung auf der Akademie war hoch. Nur knapp ein Fünftel aller Bewerber bestanden die Aufnahmeprüfung. Gemäß mündlichen und schriftlichen Leistungen während des Lehrgangs, der schriftlichen Abschlussprüfung in einigen Fächern und der praktischen Abschlussprüfung im Rahmen einer Übung bestanden nur ca. 30 % aller Lehrgangsteilnehmer das Studium an der Kriegsakademie. Nach dem bestandenen Lehrgang erfolgte eine zweijährige Dienstzeit im Generalstab auf Probe, in der die Eignung des Offiziers für den Generalstabsdienst festgestellt werden sollte. Rund die Hälfte schloss diese Verwendung auf Probe erfolgreich ab, so dass nur 15 % der Lehrgangsteilnehmer und nur 3 % der Bewerber für die Kriegsakademie auch später als Offizier im Generalstabsdienst verwendet wurden. Hervorragende Leistungen während des Lehrganges wurden auch  honoriert. Ab 1840 waren die Offiziere im Namen des Königs zu belobigen und seit 1845 wurden den betreffenden Offizieren eine Ehrenwaffe verliehen.
Lehrer waren Offiziere des Generalstabs und Professoren der Berliner Universität. Die Kriegsakademie arbeitete außerdem eng mit dem Seminar für Orientalische Sprachen zusammen. Unterstellt war die preußische Kriegsakademie dem Generalinspekteur des Militärerziehungs- und -bildungswesens, seit 1872 dem Chef des Generalstabs der Armee. Die Leitung übernahm ein General als Direktor. Außerdem bestand eine Studienkommission zur Überwachung und Förderung der wissenschaftlichen Leistungen.
Die Zahl der Absolventen, die in der ersten Hälfte des 19. Jahrhunderts durchschnittlich 100 bis 120 Offiziere betrug (etwa 30 bis 40 pro Lehrgang bzw. Lehrgruppe), stieg ab 1871 in Zusammenhang mit den laufenden Heeresverstärkungen und der Zunahme der Generalstabsstellen ständig. 1897 waren es 400 (rund 130 je Lehrgang) und 1909 bereits 480 (etwa 160 je Lehrgang). Die von Generalstabsoffizieren geleiteten Lehrgruppen unterteilten sich weiter in Hörsäle (anfangs bis zu 50, später 25 bis 30 Offiziere). An der Spitze stand ein Taktiklehrer.
Die preußische Kriegsakademie erwarb sich infolge der in kurzer Zeit errungenen Siege in den Einigungskriegen und der guten Arbeit des Generalstabs einen nahezu legendären Ruf. Die Kriegsakademie war Vorbild für viele weitere, neu entstandene Einrichtungen dieser Art weltweit. Wohl sämtliche höheren militärischen Führer Preußens und des Deutschen Reiches sowie unzählige Gast-Offiziere aus aller Welt sind dort herangebildet worden. Nach der Gründung des Deutschen Reiches 1871 wurde die preußische Kriegsakademie zur zentralen militärischen Ausbildungsstätte der deutschen Landstreitkräfte. Die seit 1867 in München bestehende Bayerische Kriegsakademie war wesentlich kleiner als die preußische und bildete nur für das bayerische Heer aus. Ihren wesentlichen Ausbildungsinhalten nach entsprach sie jedoch der preußischen Kriegsakademie. Nach Beginn des Ersten Weltkriegs wurde die Kriegsakademie geschlossen und bis Kriegsende nicht wieder eröffnet. Die Reichswehr umging das vom Versailler Vertrag festgelegte Verbot der Kriegsakademie mit der Einrichtung der Führergehilfenausbildung.

### 1935–1945

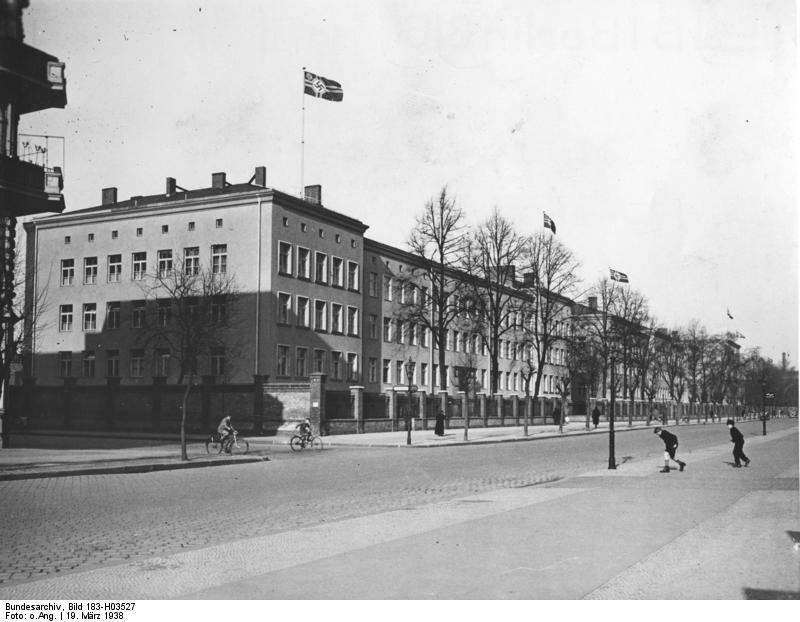
Gebäude der Kriegsakademie in der Berliner Kruppstraße, auf dem Dach Reichskriegsflaggen (1938)

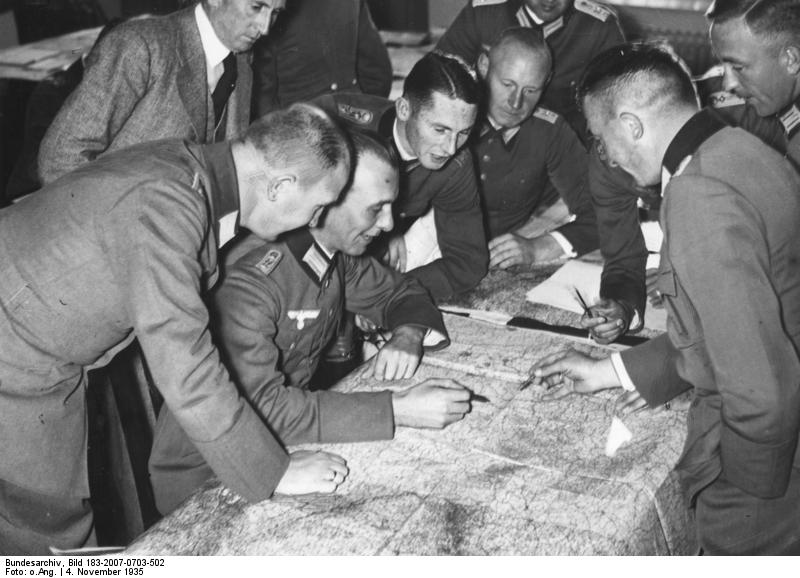
Generalstabsoffiziere über Landkarten in der wiedereröffneten Kriegsakademie (1935)

Mit Aufrüstung der Wehrmacht eröffnete die Wehrmacht 1935 die Kriegsakademie erneut. 1935 bis 1939 war sie in der Kruppstraße in Berlin-Moabit untergebracht. Zunächst wurde eine zweijährige Ausbildung mit einer Teilnehmerzahl von 100 bis 150 Offizieren durchgeführt, die bis zur Ebene der Armeekorps reichte. Im Mittelpunkt stand dabei der Erwerb militär-fachlicher Kenntnisse. Im Herbst 1939, mit Beginn des Zweiten Weltkriegs, wurde die Ausbildung eingestellt und durch Generalstabslehrgänge ersetzt. Im März 1943 erfolgte die Wiedereröffnung der Akademie, an die fast 200 Offiziere einberufen wurden. Sie wurde nach Hirschberg im Riesengebirge verlegt und befand sich am Kriegsende in Bad Kissingen. Schwerpunkt war die Ausbildung von Generalstabsoffizieren für die Divisions-Ebene. Unterrichtet wurde außer in den Hauptfächern Operationstaktik und Kriegsgeschichte auch in Spezialfächern und Sondergebieten wie Versorgung, Transport- und Kraftfahrwesen sowie über spezielle Waffengattungen und Fragen der Technik. Mit dem Ende des Zweiten Weltkriegs wurde auch die Akademie endgültig geschlossen.
Die preußische Kriegsakademie ist die einzige namhafte Institution der alten preußischen Armee, die ohne geistigen Substanzverlust – mit Unterbrechungen und zeitgemäßen Umwandlungen – bis zum heutigen Tag mit der gleichen Zielsetzung existiert. Diese lautet, nach einer Denkschrift aus dem Jahr 1867: „Die Kriegsakademie, welche den Charakter einer militärischen Universität trägt, soll […] den wissenschaftlichen Geist in der Armee heben, […] soll die befähigteren Offiziere aller Waffen […] zu höheren Führern, zu Generalstabsoffizieren […] ausbilden.“ Nachfolgeinstitution, jedoch „kein Traditionsträger“, ist die Führungsakademie der Bundeswehr in Hamburg.

## Direktoren
| Dienstgrad                             | Name                              | Datum                                                                               |
| -------------------------------------- | --------------------------------- | ----------------------------------------------------------------------------------- |
| Oberst/Generalmajor                    | Carl Andreas von Boguslawski      | 06. August 1810 bis 21. September 1817                                              |
| Oberst/Generalmajor                    | Carl von Clausewitz               | 09. Mai 1818 bis 16. November 1831                                                  |
| Generalmajor                           | Leopold von Lützow                | 30. März 1832 bis 9. März 1834                                                      |
| Generalmajor                           | Johann Georg Emil von Brause      | 10. März 1834 bis 10. April 1836                                                    |
| Generalleutnant                        | Otto August Rühle von Lilienstern | 30. März 1837 bis 1. Juli 1847                                                      |
| Oberstleutnant/Oberst/Generalmajor     | Eduard von Höpfner                | 03. November 1848 bis 5. September 1856                                             |
| Generalmajor/Generalleutnant           | Carl Friedrich Schmidt            | 18. September 1856 bis 30. Juni 1860                                                |
| Generalleutnant                        | Eduard von Schlichting            | 01. Juli 1860 bis 17. Mai 1864                                                      |
| Generalleutnant                        | Friedrich von Monts               | 18. Mai bis 24. Juni 1864 (mit der Wahrnehmung der Geschäfte beauftragt)            |
| Generalleutnant                        | Friedrich von Monts               | 25. Juni 1864 bis 16. Mai 1866                                                      |
| Generalleutnant/General der Infanterie | August von Etzel                  | 03. November 1866 bis 19. Mai 1871                                                  |
| General der Infanterie                 | Karl Rudolf von Ollech            | 20. Mai 1871 bis 14. Dezember 1877                                                  |
| Generalmajor/Generalleutnant           | Friedrich von Flatow              | 15. Dezember 1877 bis 6. September 1886                                             |
| Generalleutnant                        | Arthur von Lattre                 | 18. September 1886 bis 15. September 1890                                           |
| Generalleutnant                        | Bernhard von Brauchitsch          | 20. September 1890 bis 18. April 1896                                               |
| Generalleutnant/General der Artillerie | Karl von Villaume                 | 19. April 1896 bis 3. Juni 1900                                                     |
| Generalleutnant                        | Georg von Rechenberg              | 16. Juni 1900 bis 19. August 1902                                                   |
| Generalmajor/Generalleutnant           | Karl Litzmann                     | 12. September 1902 bis 31. März 1905                                                |
| Generalmajor                           | Hans von Flatow                   | 01. April 1905 bis 18. Dezember 1905 (mit der Wahrnehmung der Geschäfte beauftragt) |
| Generalleutnant                        | Hans von Flatow                   | 19. Dezember 1905 bis 6. Juli 1909                                                  |
| Generalleutnant                        | Kurt von Manteuffel               | 07. Juli 1909 bis 31. März 1913                                                     |
| Generalleutnant                        | Erich von Gündell                 | 01. April bis 3. September 1913                                                     |
| Generalleutnant                        | Kuno von Steuben                  | 04. September 1913 bis 1. August 1914                                               |